# Rampur Maniharan
Rampur Maniharan là một thị xã và là một nagar panchayat của quận Saharanpur thuộc bang Uttar Pradesh, Ấn Độ.

## Nhân khẩu
Theo điều tra dân số năm 2001 của Ấn Độ, Rampur Maniharan có dân số 24.811 người. Phái nam chiếm 53% tổng số dân và phái nữ chiếm 47%. Rampur Maniharan có tỷ lệ 56% biết đọc biết viết, thấp hơn tỷ lệ trung bình toàn quốc là 59,5%: tỷ lệ cho phái nam là 64%, và tỷ lệ cho phái nữ là 47%. Tại Rampur Maniharan, 17% dân số nhỏ hơn 6 tuổi.